# Istituto tecnico Caterina da Siena
L'istituto di istruzione superiore Caterina da Siena di Milano continua una tradizione di scuole che con diverse denominazioni e ordinamenti giuridici diversi sono state per più di un secolo un punto centrale dell'insegnamento professionale, specialmente femminile, fortemente orientato nell'inserimento nel mondo del lavoro.

## Storia dell'istituto
Dal 1912 era stato costruito un grande edificio scolastico in viale Lombardia nel quartiere Casoretto nella zona dove la Umanitaria aveva costruito un quartiere sperimentale di case operaie. La stessa fondazione si era fatto carico di iniziative per l'epoca di assoluta avanguardia anche nel campo dell'istruzione
Si era partiti dalle scuole elementari, estese anche alla classe sesta, ma fin dall'inizio si ha notizia di corsi professionali femminili. Venne poi istituito un corso di disegno ed uno di economia domestica. L'insegnamento dopo la quinta elementare prese poi il nome di scuola d'avviamento di cui nel 1928 vi erano 18 classi.
Negli anni successivi venne aperta la scuola di magistero per la donna. Le diplomate avevano titolo per insegnare economia domestica Era sorto anche il regio istituto tecnico industriale specializzato per la ceramica.
Nel dopoguerra viene aperto l'istituto professionale Caterina da Siena, che presentava le specializzazioni: maglierista, sarta per bambini, figurinista, ceramista, cucito, camiceria, sartoria-fantasia.
La legge 8 luglio 1956 stabilì che la “scuola di magistero per la Donna” veniva trasformata in istituto tecnico femminile. Gli istituti tecnici femminili prevedono un indirizzo generale della durata di 2 anni "diretto alla preparazione teorica e pratica necessaria per l'insegnamento dell'economia domestica e dei compiti femminili".
Gli indirizzi specialistici erano della durata di tre anni. 
La Caterina da Siena vede moltiplicare i profili professionali offerti: addetta agli uffici per l'architettura e l'arredamento; addetta agli uffici del settore pubblicitario.
Negli anni '70 l'articolazione è maggiore e copre molte delle aree professionali tradizionalmente destinate a figure femminili: addetta alla segreteria d'azienda, addetta agli uffici per l'architettura e l'arredamento, applicata ai servizi amministrativi, stenodattilografa in lingua italiana, grafica pubblicitaria, figurinista modellista, addetta al settore pubblicitario, accompagnatrice turistica.
Il D.P.R. 15 luglio 1989 stabilisce la “modificazione alla denominazione degli istituti professionali alberghieri, per il commercio e femminili” (G.U. 189 del 14.8.1990 e la scuola diventa "istituto professionale di Stato per i servizi della pubblicità Caterina da Siena".

## Il corso di studi tecnici per la moda
Con la riforma Gelmini a partire dal settembre 2010 è stato aperto il corso di studi tecnici per il "Sistema moda". Le figure professionali che ne usciranno prevedono la capacità di inserimento in tutta la filiera della moda. Milano è considerata a livello mondiale una delle capitali della moda.